# 市原市立市東中学校
市原市立市東中学校（いちはらしりつ しとうちゅうがっこう）は、千葉県市原市東国吉にある公立中学校。文部科学省の学校コードはC112210002155、旧学校調査番号は123909で、教育開発出版の所属中学校コードは120190。

## 概要
市原市北東部の市津地区にある。1947年（昭和22年）4月1日の学校教育法施行に伴い設置された中学校で、市原市で最も古い中学校の一つに当たる。

## 沿革

### 年表
- 1947年（昭和22年）4月1日 - 市東村立市東中学校開校[4]。
- 1955年（昭和30年）2月11日 - 市津村立市東中学校に改称[4]。
- 1961年（昭和36年）4月1日 - 市津町立市東中学校に改称[4]。
- 1963年（昭和38年）5月1日 - 市原市立市東中学校に改称[4]。

## 校則

### 校章
学校樹であるヤマボウシをモチーフにしている。

### 制服
1963年の市原市市制施行以降の制服は以下の通りとなっている。
1. 冬服
  - 男子：詰襟学生服（学ラン）
  - 女子：カフスとセーラーカラーに3本の白いラインが入った濃紺色のセーラー服、白色のスカーフ
2. 夏服
  - 男子：Yシャツ、「Shito」のロゴが入った黒系ズボン
  - 女子：ブラウス、吊りスカート、薄水色のリボン

市原市内の姉崎中、姉崎東中、有秋中、東海中、千種中、双葉中、市原中、三和中、湿津中の制服とは、校章以外でほとんど見分けがつかない。なお、八幡中も制服変更前は同様のものであった。

## 施設

### 敷地
敷地の詳細は以下の通りである。
- 所在地：〒290-0163　千葉県市原市東国吉356番地
- 所有者：市原市
- 敷地面積：25,793m2
- 用途地域：指定なし
- 指定建蔽率：60%
- 指定容積率：100%
- 取得価格：857,035,000円

### 建物
敷地内の建物は以下の通りである。
| 棟番号 | 棟名称         | 構造 | 階数        | 延床面積   | 建築年 | 耐震情報         |
| ------ | -------------- | ---- | ----------- | ---------- | ------ | ---------------- |
| 001    | 校舎-2         | RC造 | 地上4階建て | 1,719.00m2 | 1983   | 新耐震、IS値0.71 |
| 002    | 校舎-1         | RC造 | 地上3階建て | 1,318.00m2 | 1977   | IS値0.74         |
| 003    | 体育館         | RC造 | 地上1階建て | 1,012.00m2 | 1981   | IS値1.30         |
| 004    | 武道場         | RC造 | 地上2階建て | 782.00m2   | 1992   | 新耐震           |
| 005    | 渡り廊下       | S造  | 地上1階建て | 139.00m2   | 1981   | -                |
| 006    | 脱衣室・更衣室 | 木造 | 地上1階建て | 62.00m2    | 1981   | -                |
| 007    | 脱衣室・更衣室 | 木造 | 地上1階建て | 51.00m2    | 1971   | -                |
| 008    | 倉庫・物置     | 木造 | 地上1階建て | 26.00m2    | 1992   | -                |
| 009    | 倉庫・物置     | 木造 | 地上1階建て | 26.00m2    | 1989   | -                |
| 010    | 脱衣室・更衣室 | 木造 | 地上1階建て | 25.00m2    | 1991   | -                |
| 011    | 倉庫・物置     | 木造 | 地上1階建て | 20.00m2    | 1983   | -                |
| 012    | 倉庫・物置     | 木造 | 地上1階建て | 10.00m2    | 1970   | -                |
| 013    | 倉庫・物置     | 木造 | 地上1階建て | 7.00m2     | 1991   | -                |

## 年間行事
学校のシンボルをイメージした文化祭(やまぼうし祭)が10月に行われており、生徒一人一人が積極的に活動している。

## 通学区域
以下の町丁字とその範囲を通学区域に指定している。
- 永吉
- 中野
- 高田
- 高倉
- 東国吉
- 金剛地
- 奈良
- 古都辺
- 山之郷飛地
- 番場
- 押沼
- 瀬又

## 通学区域内施設
- 市原市立市東第二小学校

## 小学校区
1947年4月1日 - 1949年3月31日
- 市東村立市東小学校（第一校舎、第二校舎）

1949年4月1日 - 1956年2月10日
- 市東村立市東第一小学校
- 市東村立市東第二小学校

1956年2月11日 - 1961年3月31日
- 市津村立市東第一小学校
- 市津村立市東第二小学校

1961年4月1日 - 1963年4月30日
- 市津町立市東第一小学校
- 市津町立市東第二小学校

1963年5月1日 - 2017年3月31日
- 市原市立市東第一小学校
- 市原市立市東第二小学校

2017年4月1日 - 現在
- 市原市立市東第一小学校

## 隣接中学校区
- 市原市立湿津中学校
- 千葉市立大木戸中学校
- 千葉市立大椎中学校
- 茂原市立新治中学校
- 長柄町立長柄中学校